# كاميرون برينك
كاميرون لي برينك (ولدت في 31 ديسمبر 2001) هي لاعبة كرة سلة أمريكية محترفة في فريق لوس أنجلوس سباركس التابع لالرابطة الوطنية لكرة السلة للسيدات (WNBA). لعبت كرة السلة الجامعية في فريق ستانفورد كاردينال لكرة سلة للسيدات في ستانفورد. التحقت بمدرسة ماونتن سايد الثانوية ومدرسة ساوثريدج الثانوية (بيفيرتون، أوريغون) وكلاهما في مسقط رأسها بيفيرتون، أوريغون، حيث كانت لاعبة مسابقة ماكدونالدز الأمريكية واحتلت المرتبة الثالثة في صفها من قبل إي إس بي إن.
مثلت كاميرون برينك الولايات المتحدة في كأس العالم تحت 17 سنة 2018 في بيلاروسيا. وسجلت متوسط 3.6 نقطة و4.6 كرة مرتدة في المباراة الواحدة، حيث فاز فريقها بالميدالية الذهبية. وساعدت الولايات المتحدة في الفوز بميدالية ذهبية أخرى في كأس العالم تحت 19 سنة 2019 في تايلاند، بمتوسط 2.0 نقطة و3.4 كرة مرتدة في المباراة الواحدة.
لعبت برينك لصالح فريق الولايات المتحدة الوطني 3x3 في كأس العالم لكرة السلة 3x3 للسيدات 2023 في النمسا. ساعدت فريقها في الفوز بالميدالية الذهبية وتم تسميتها أفضل لاعبة في البطولة بعد أن قادت المنافسة بـ 39 كرة مرتدة و10 تصديات. تم اختيارها في البداية لتمثل فريق الولايات المتحدة في كرة السلة 3x3 في دورة الألعاب الأولمبية الصيفية 2024. ومع ذلك بعد أن أبعدتها إصابتها في الرباط الصليبي الأمامي عن الملاعب إلى أجل غير مسمى، كان لا بد من استبدالها وحلت مكانها اللاعبة بديريكا هامبي.

## روابط خارجية
- Cameron Brink instagram
- Stanford Cardinal bio
- USA Basketball bio